# Nuits de la Saoura
Nuits de la Saoura est un festival musical international organisé chaque année à Béni-Abbés (Algérie). Il est né de la coopération entre deux associations, une algérienne Hillal la Saoura et une Française Nuits Métis. 
En plus des soirées gratuites pour le public, les Nuits de la Saoura proposent d'autres activités telles que la rénovation de la maison traditionnelle de Hadj Benrahou, l'accueil de touristes festivaliers algériens et étrangers, etc.

## Première édition
Décembre 2003/janvier 2004, 1re édition

## Deuxième édition
Mars 2005, 2e édition

## Troisième édition
Janvier 2007, 3e édition

## Quatrième édition
Se tenant du 14 au 17 avril 2008, cette édition accueille les groupes suivants, :
- Kendia Kouyate (Guinée) ;
- Zeid Hamdan (Liban) ;
- Baroud traditionnel (El Maya Béni Abbes) ;
- Douli (France - Algérie) ;
- Es Sed (Algérie) ;
- Ba Cissoko (Guinée) ;
- Djmawi Africa (Algérie).

## Cinquième édition
Plusieurs groupes participent à la 5e édition des nuits de la Saoura du 28 décembre 2009 au 1er janvier 2010 :
- Samba Dapraça Saragosa (Espagne) ;
- Les Karkabous de Ouargla (Algérie/France) ;
- Zamar Bouali (Adrar, Algérie) ;
- Groupe Folklorique d’Aguedel (Algérie) ;
- Plume (France) ;
- Gnawa Sidi Otmane (Béni-Abbés, Algérie) ;
- Poum Tchack (France) ;
- Erg Swin (France - Algérie) ;
- Noudjoum Saoura (Béchar, Algérie) ;
- Gnawa Salem et Bergoug (Algérie/France) ;
- Accord de Cordes (France/Algérie/Tunisie) ;
- Harmonica (Alger, Algérie).